# A Love Like Ours
A Love Like Ours – album amerykańskiej piosenkarki Barbry Streisand, wydany w 1999 roku.
Większość materiału na płycie odnosi się do małżeństwa i związku Streisand z aktorem Jamesem Brolinem, którego piosenkarka poślubiła w lipcu 1998. „If You Ever Leave Me” i „I’ve Dreamed of You” zostały wydane jako single.
Album dotarł do 6. miejsca amerykańskiego zestawienia Billboard 200 i został w USA certyfikowany jako platynowy.

## Lista utworów
1. „I’ve Dreamed of You” – 4:46
2. „Isn’t It a Pity?” – 5:22
3. „The Island” – 4:37
4. „Love Like Ours” – 3:59
5. „If You Ever Leave Me” (oraz Vince Gill) – 4:38
6. „We Must Be Loving Right” – 3:37
7. „If I Never Met You” – 3:38
8. „It Must Be You” – 3:29
9. „Just One Lifetime” – 4:18
10. „If I Didn’t Love You” – 4:18
11. „Wait” – 4:10
12. „The Music That Makes Me Dance” – 4:35

## Notowania
| Kraj                              | Pozycja |
| --------------------------------- | ------- |
| Australia (ARIA)                  | 12      |
| Austria                           | 45      |
| Francja (SNEP)                    | 36      |
| Holandia (MegaCharts)             | 33      |
| Kanada                            | 29      |
| Niemcy                            | 48      |
| Norwegia (VG-lista)               | 6       |
| Nowa Zelandia (RMNZ)              | 38      |
| Stany Zjednoczone (Billboard 200) | 6       |
| Szwajcaria                        | 39      |
| Wielka Brytania (UK Albums Chart) | 12      |

## Certyfikaty
| Kraj                     | Certyfikat      |
| ------------------------ | --------------- |
| Kanada (Music Canada)    | złota płyta     |
| Stany Zjednoczone (RIAA) | platynowa płyta |
| Wielka Brytania (BPI)    | złota płyta     |